# Nikolaus II. (Mecklenburg)
Nikolaus II. (* vor 1180; † 28. September 1225 in Gadebusch) war von 1217 bis 1225 Herr von Gadebusch.
Er war ein Sohn des mecklenburgischen  Fürsten Heinrich Borwin I. und der Mathilde, einer Tochter „zur linken Hand“ des sächsischen Herzogs Heinrich des Löwen. Er befehdete seinen Bruder Heinrich Borwin II. und seinen Vater und versank dadurch in die Bedeutungslosigkeit. Er starb an den Folgen eines Sturzes von seiner Burg in Gadebusch.

## Weblink
- Stammtafel des Hauses Mecklenburg

| Personendaten    | Personendaten      |
| ---------------- | ------------------ |
| NAME             | Nikolaus II.       |
| KURZBESCHREIBUNG | Herr von Gadebusch |
| GEBURTSDATUM     | vor 1180           |
| STERBEDATUM      | 28. September 1225 |
| STERBEORT        | Gadebusch          |